# Buchberg (Gemeinde Reinsberg)
Buchberg ist eine Ortschaft und eine Katastralgemeinde der Gemeinde Reinsberg im Bezirk Scheibbs in Niederösterreich.

## Geografie
Die Streusiedlung befindet sich im Süden des Gemeindegebietes und besteht aus den Lagen Bichl, Distelreith, Euratsschlag, Hirm, Hochschlag, Kappenberg, Kraxenberg, Liefersöd, Mitterbauer, Poggau, Schrankenlehen und Spoßberg.

## Siedlungsentwicklung
Zum Jahreswechsel 1979/1980 befanden sich in der Katastralgemeinde Buchberg insgesamt 66 Bauflächen mit 24.237 m² und 9 Gärten auf 13.037 m², 1989/1990 waren es 65 Bauflächen. 1999/2000 war die Zahl der Bauflächen auf 117 angewachsen und 2009/2010 waren es 85 Gebäude auf 130 Bauflächen.

## Geschichte
Im Jahr 1822 wurde der Ort als Dorf mit 33 Häusern genannt, das nach Reinsberg eingepfarrt war, wohin auch die Kinder eingeschult wurden. Die Herrschaft Wolfpassing besaß die Ortsobrigkeit und besorgte die Konskription. Die Landgerichtsbarkeit wurde von der Herrschaft Purgstall ausgeübt. Die Untertanen und Grundholde des Ortes gehörten den Herrschaften Reinsberg, Perwarth, Purgstall, Scheibbs, Zwerbach, Weinzierl und Gaming. Laut Adressbuch von Österreich waren im Jahr 1938 in Buchberg ein Tischler und mehrere Landwirte ansässig.

## Bodennutzung
Die Katastralgemeinde ist forstwirtschaftlich geprägt. 480 Hektar wurden zum Jahreswechsel 1979/1980 landwirtschaftlich genutzt und 456 Hektar waren forstwirtschaftlich geführte Waldflächen. 1999/2000 wurde auf 434 Hektar Landwirtschaft betrieben und 491 Hektar waren als forstwirtschaftlich genutzte Flächen ausgewiesen. Ende 2018 waren 429 Hektar als landwirtschaftliche Flächen genutzt und Forstwirtschaft wurde auf 485 Hektar betrieben. Die durchschnittliche Bodenklimazahl von Buchberg beträgt 16 (Stand 2010).